# Manic Miner

Spelets laddningsskärm.

Manic Miner är ett plattformsspel från 1983 som ursprungligen designades för ZX Spectrum av Matthew Smith. Spelet är inspirerat av det tidigare spelet Miner 2049er.
Man spelar som en gruvarbetare vid namn Willy som blivit instängd i en gruva under jorden, det enda sättet att ta sig upp till markytan är att använda en hiss. Hissen fungerar om man har tagit de föremål, till exempel nycklar, som finns på skärmen. Man förflyttar sig genom att gå och hoppa. När man har klarat en våning och tagit hissen fortsätter man till nästa våning. I spelet möter man en hel del olika svårigheter till exempel kvicksand, rullband och taggbuskar och fiender i form av pingviner, sälar, strutsar, kaniner, apor och kängurur. Luften i gruvschaktet minskar också hela tiden. Enda sättet att få ny luft är att nå nästa våning. Ju snabbare man klarar av en våning desto mer luft har man kvar, vilket ger mer poäng. Får man slut på luft eller blir skadad av ett hinder tappar man ett av sina tre liv. Totalt finns det 20 våningar.
Medan titelskärmen visas, spelas valsen An der schönen blauen Donau av Johann Strauss den yngre, och under spelets gång spelas en melodi, känd som I bergakungens sal, från sviten Peer Gynt av Edvard Grieg.
Fuskkoden i spelet var numret "6031769", som Matthew Smith tog från sitt körkort.

## Mottagande
Tidningen Joystick ansåg att spelet tillhörde ett av de bättre spelen som fanns till Spectrum. Allt om hemdatorer ansåg att spelet var enormt roligt och omväxlande och att ljud, grafik och framför allt spelidén höll högsta klass, och gav C64-versionen 5/5 i betyg. Senare gav en annan recensent åt samma tidning Spectrum-versionen 4/5 i betyg. Datormagazin som testade Amigaversionen ansåg att grafiken och ljudet var mycket bra men att känslan som fanns i originalet delvis hade försvunnit och gav spelet 6/10 i betyg.